# Comediante

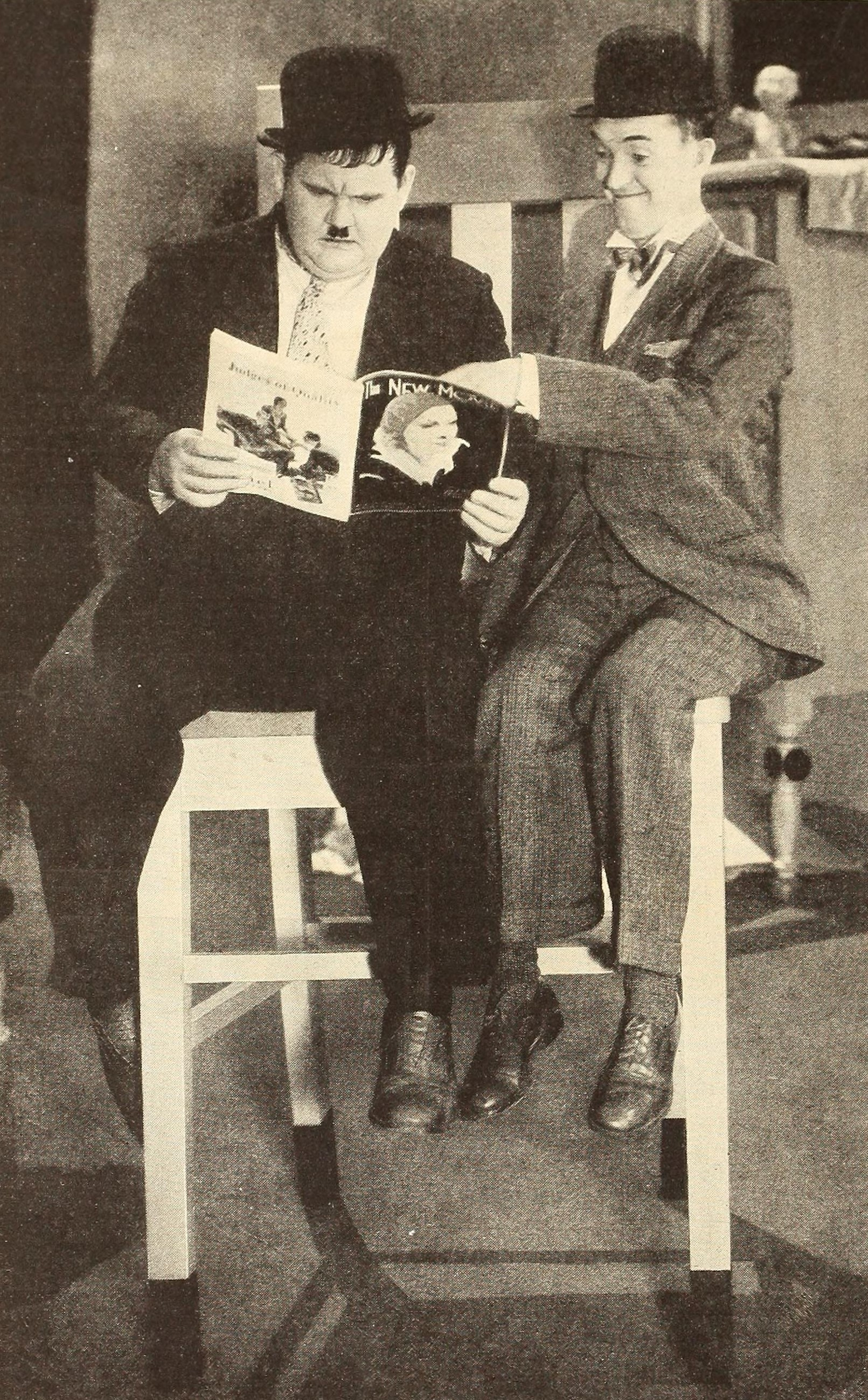
Laurel y Hardy mejor conocidos como El gordo y el flaco.

Un comediante o cómico, también llamado humorista, es un actor o actriz que procura entretener al público haciendo reír a las personas que lo componen. Esto puede ser por medio de bromas, situaciones divertidas o interpretando, como en el slapstick. Un comediante que está solo y se ocupa de un público directamente se llama comediante en vivo. Un comediante puede distinguirse de un payaso en que los payasos usan la comedia física, trajes y maquillaje en la mayoría de los casos, participando en la payasada, mientras que los humoristas la mayoría de la veces se centran en un estilo más verbal de humor, con monólogos o diciendo bromas. Un dicho popular, citado en diversas ocasiones pero en general atribuido a Ed Wynn, reza que «un cómico dice cosas graciosas, un comediante dice las cosas de forma graciosa»; esto establece una distinción entre cuánto la comedia puede atribuirse a los contenidos verbales y cuánto a la actuación y persona.
Desde finales de los años 1920, una nueva ola de comedia, llamada comedia alternativa, creció en popularidad con un estilo menos convencional y más experimental. Ejemplos de esta son Andy Kaufman, Franco Escamilla, Alexei Sayle y Malcolm Hardee. La comedia alternativa es ahora posiblemente la corriente principal.
Por lo que respecta al contenido, cómicos como Tommy Tiernan utilizan su fondo para burlarse de ellos, mientras otros como Bill Maher y George Carlin tienen fuertes matices políticos y culturales.
Muchos cómicos consiguen un culto de seguimiento recorriendo centros de comedia famosos como el festival Just for Laughs (Solo para Risas) en Montreal, el Edinburgh Fringe, y el Melbourne Festival de Comedia Internacional en Australia. A menudo la carrera de un cómico avanza considerablemente cuando ganan un premio de comedia notable, como el desaparecido Perrier Award. Los cómicos típicamente sobreviven por turismo continuo e incursión en otras áreas del entretenimiento, como el cine y la televisión, cuando se han hecho mucho más conocidos.